# مژه مصنوعی
مژه مصنوعی (انگلیسی: False eyelashes) یک تقویت کننده آرایشی است که الیاف مصنوعی یا طبیعی را به پلک‌ها متصل می‌کند تا به مژه‌های طبیعی، ظاهری پرتر و چشمگیرتر بدهد. این مژه‌ها در طول، ضخامت و انحناهای مختلف موجود هستند.
به فرایند اضافه کردن مژه مصنوعی به چشم‌ها، اکستنشن مژه (انگلیسی: Eyelash extensions) می‌گویند.

## نگارخانه

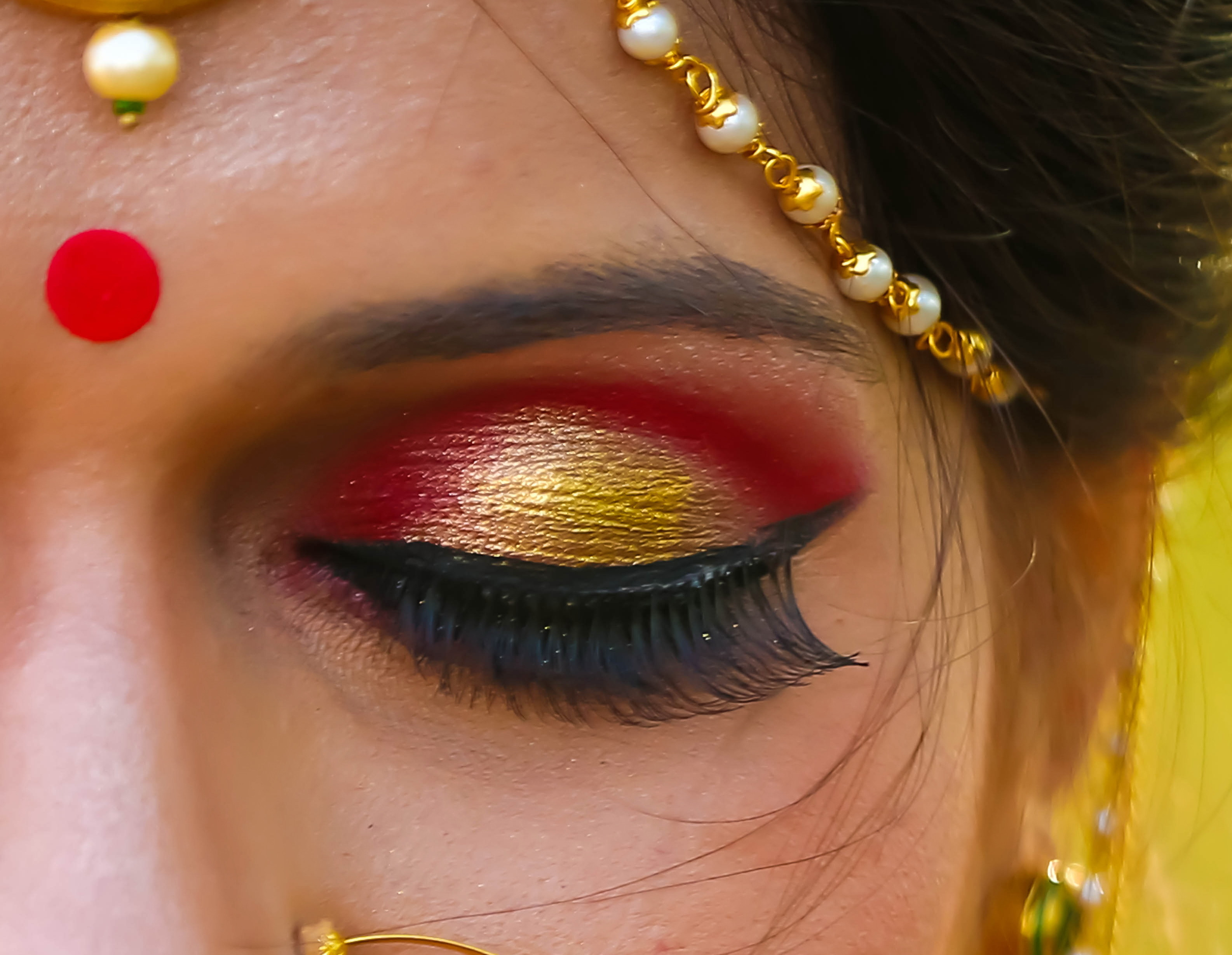
عروس با مژه مصنوعی
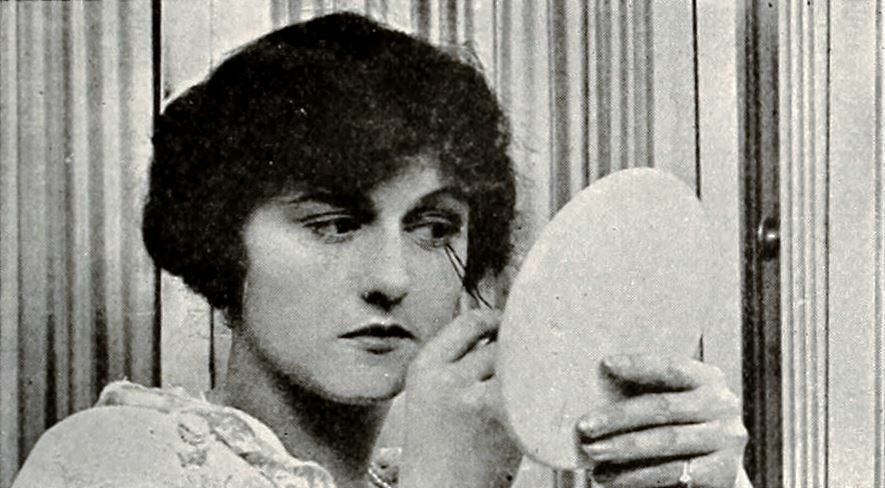
پگی هایلند در حال زدن مژه مصنوعی در فیلم سرگرمی (۱۹۱۷)
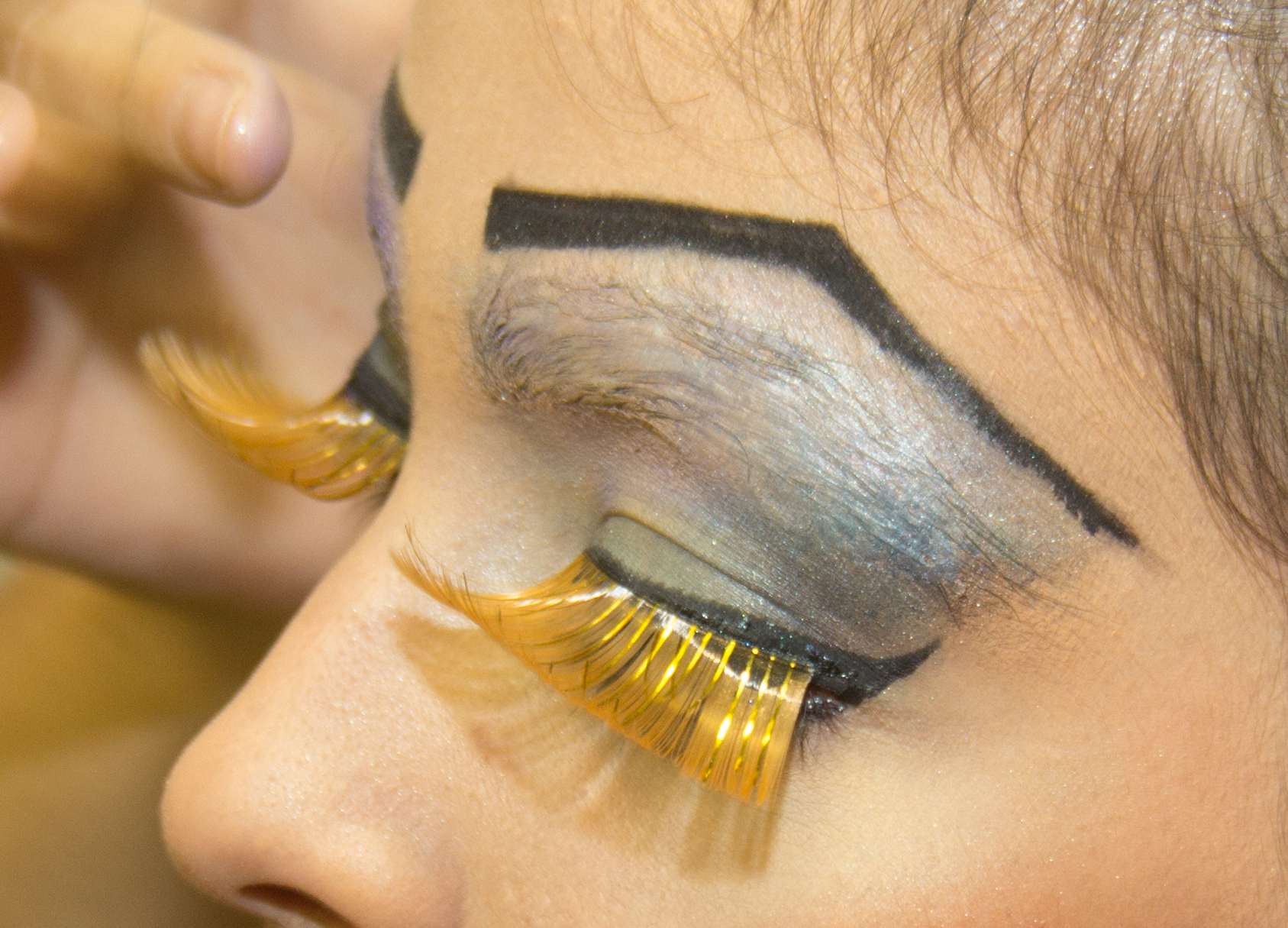
فردی که مژه مصنوعی را به عنوان آرایش درگ می‌پوشد
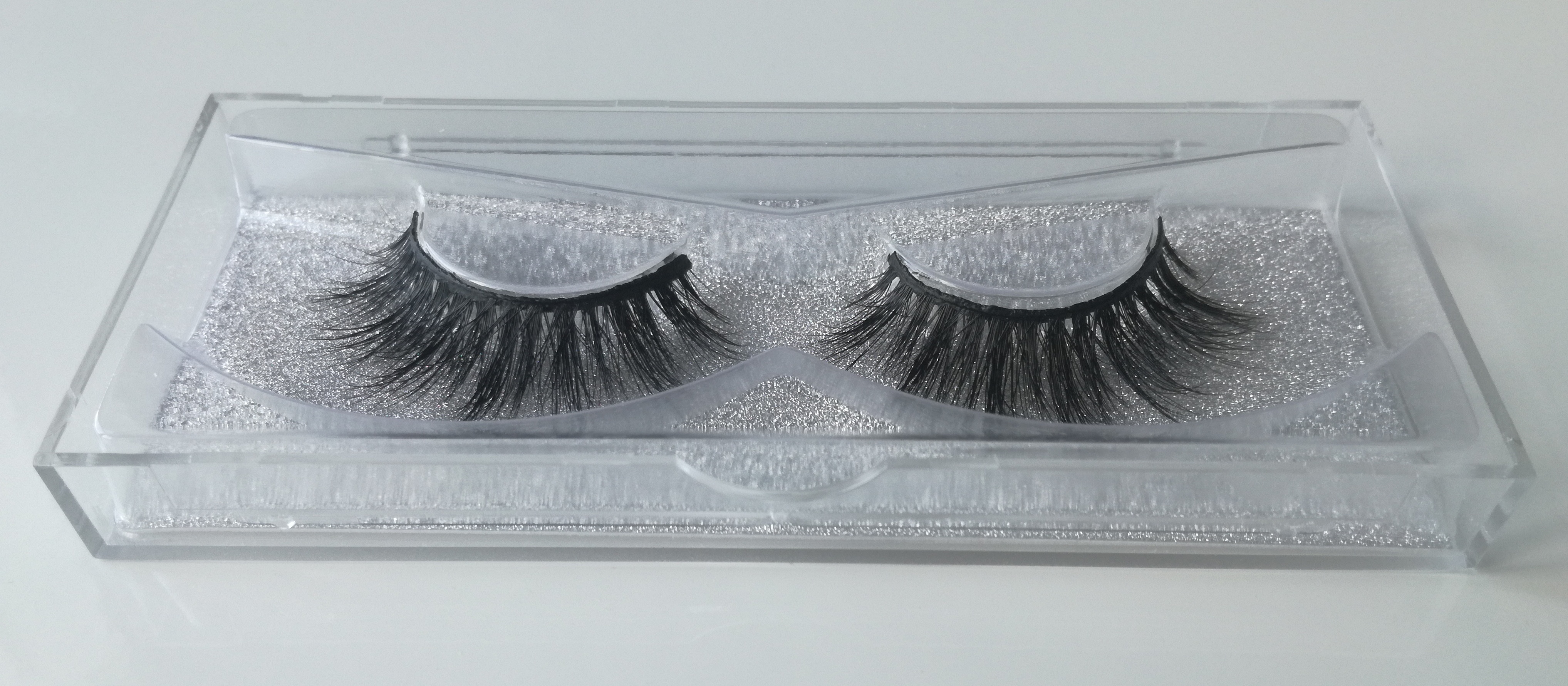
مژه مصنوعی در بسته‌بندی
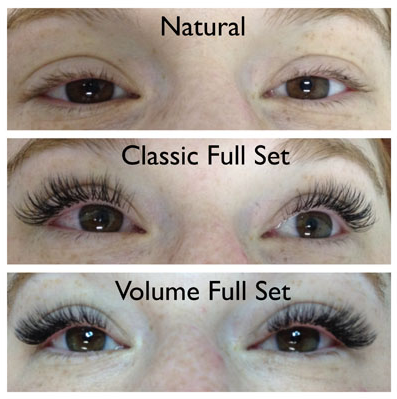
اکستنشن مژه